# Любов серед злодіїв
«Любов серед злодіїв» (англ. Love Among Thieves) — американський телевізійний пригодницький фільм 1987 року.

## Сюжет
Керолайн Дулек, баронеса і піаністка, краде три яйця Фаберже з музею Сан-Франциско. Яйця їй потрібні для викупу її викраденого нареченого. Згідно з інструкціями викрадачів вона сідає на літак до латиноамериканського міста Ладера і там зустрічається з Майком Чемберсом. Керолайн спочатку вважає Майка одним із викрадачів, поки таємничий чоловік у довгому плащі не намагається вбити її, а Майк приходить їй на допомогу.

## У ролях
| Актор               | Роль                    |
| ------------------- | ----------------------- |
| Одрі Гепберн        | баронеса Керолайн Дюлак |
| Роберт Вагнер       | Майк Чамберс            |
| Патрік Бошо         | Алан Ченнінг            |
| Джеррі Орбак        | Спайсер                 |
| Брайон Джеймс       | Андре                   |
| Саманта Еггар       | Соланж                  |
| Крістофер Нім       | Ян                      |
| Кеннет Кіммінс      | службовець бронювання   |
| Ісмаель «Іст» Карло | Мазо                    |
| Альма Белтран       | клерк авіакомпанії      |
| Джон Девіс Чендлер  | портьє                  |
| Роберт Кота         | офіціант                |
| Данте Д'Андре       | доктор                  |
| Джой Гаррет         | Хукер                   |
| Тоніо Мелендес      | працівник аеропорту     |
| Моріс Ороско        | пастух                  |
| Марія Рубелл        | стюардеса               |
| Синтія Стил         | Тереза                  |